# Bela Vodica
Bela Vodica – wieś w Chorwacji, w żupanii primorsko-gorskiej, w mieście Delnice. W 2011 roku liczyła 24 mieszkańców.